# Ettore Fieramosca (film 1938)
Ettore Fieramosca è un film del 1938 diretto da Alessandro Blasetti, liberamente tratto dall'omonimo romanzo di Massimo d'Azeglio, pubblicato nel 1833 e ispirato alla vicenda storica della disfida di Barletta.

## Trama
Nel 1503, Francesi e Spagnoli si contendono la regione circostante il castello siciliano di Morreale. Giovanna, la bella castellana, anela a liberarsi dal giogo straniero e per questo vuole sposare un coraggioso cavaliere. Graiano d'Asti la inganna facendo combattere al proprio posto Ettore Fieramosca e poi vantandosi lui con Giovanna dell'impresa, riuscendo in tal modo a convincerla a sposarlo.
Dopo le nozze, Graiano rivela le sue vere intenzioni e apre ai Francesi le porte del castello, ottenendo di essere nominato duca di Morreale in cambio del tradimento. Solo Fieramosca si oppone eroicamente all'invasione, ma resta gravemente ferito. Assistito da Giovanna, attratta da lui, viene trasportato dai suoi compagni d'arme in Puglia. Qui arrivano anche Graiano e i Francesi, guidati da Guy De la Motte, che sono stati fatti prigionieri degli Spagnoli, con i quali adesso milita Fieramosca.

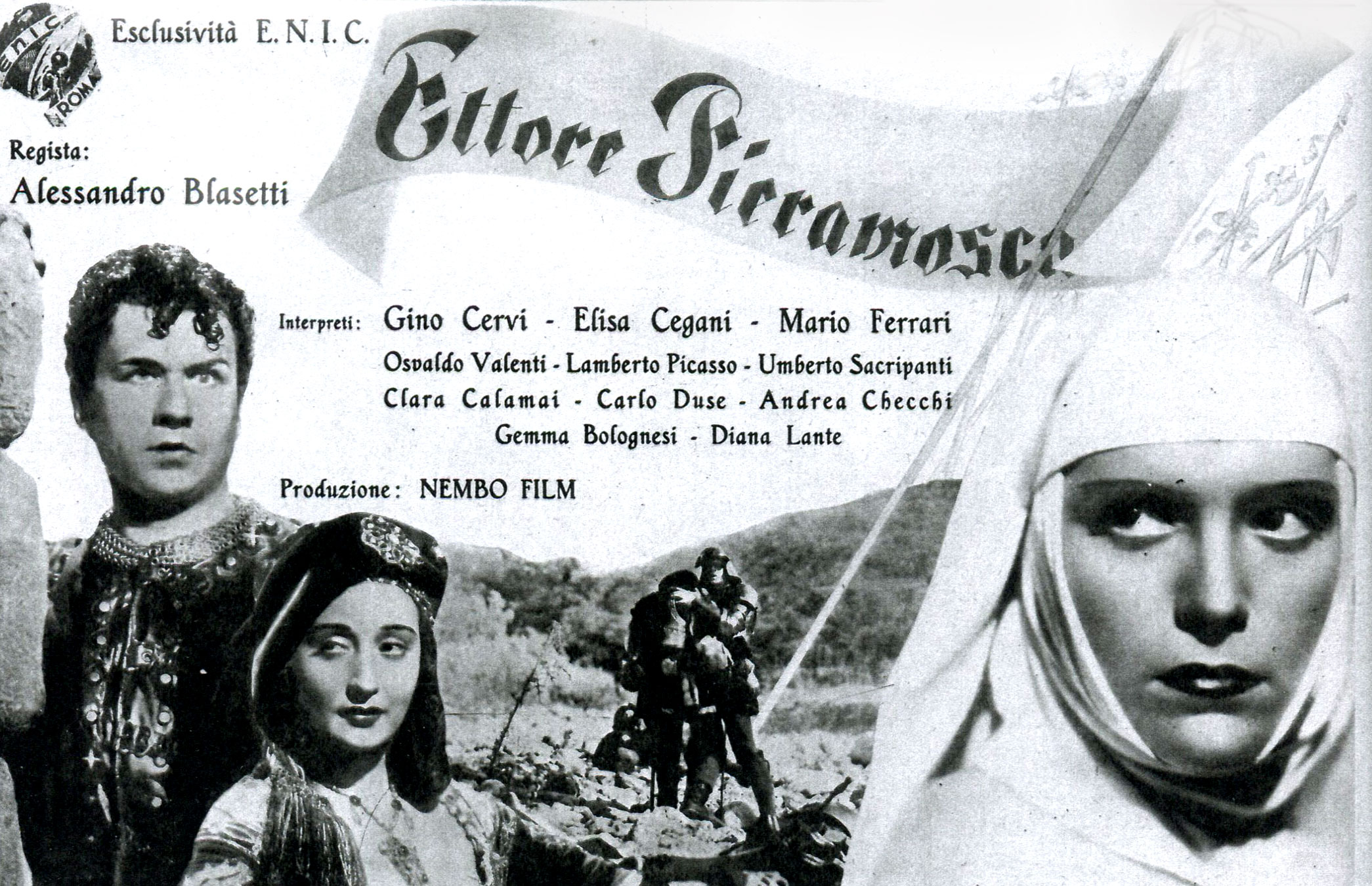
Immagine promozionale del film pubblicata su un periodico del tempo

De la Motte, benché prigioniero, irride e schernisce i cavalieri italiani che combattono con gli spagnoli. Ciò provoca la reazione di questi e ne nasce una sfida a cui partecipano tredici armati per parte. Tra i Francesi milita anche Graiano, che tenta di uccidere Fieramosca, ma la vittoria è degli italiani e di Fieramosca che prevale su Graiano, uccidendolo, mentre tutti i cavalieri francesi vengono risparmiati. Potrà così sposare l'amata Giovanna e regnare con lei su Morreale.

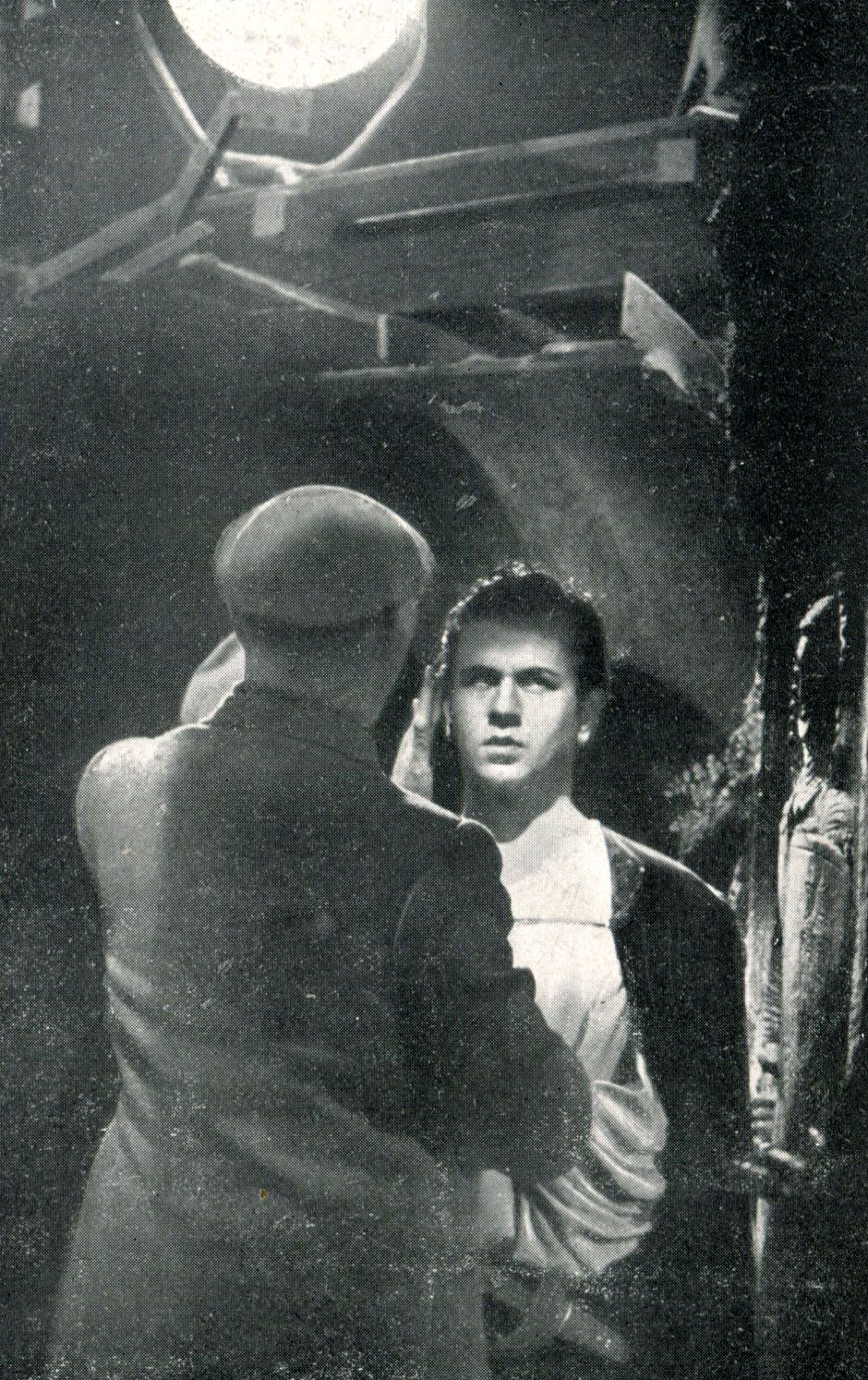
Estate 1938: immagine dal set del film. Il regista Blasetti illustra una scena al protagonista Cervi

## Realizzazione del film

### Soggetto e sceneggiatura
L'idea di trasporre sullo schermo il romanzo di Massimo D'Azeglio era stata proposta da Blasetti già nel 1935, ma non venne approvata dalla Direzione generale della Cinematografia, l'ufficio del governo fascista incaricato di presiedere alla produzione italiana, che preferì invece realizzare Scipione l'Africano. Blasetti ritornò sul progetto nel 1937, sempre a partire dall'opera del D'Azeglio, proponendosi tuttavia di reinterpretarla con molta libertà: «Il romanzo - dichiarò - non viene né escluso, né accettato, servirà come punto di partenza. Bisogna considerare l'epoca in cui scriveva il D'Azeglio e quindi sfrondarlo della simbologia di allora».
L'intenzione del regista era soprattutto di carattere nazionalista. L'anno precedente egli aveva sostenuto la necessità di realizzare un «film che parli efficacemente dell'Italia fascista a 50 milioni di stranieri». Il film esalta dunque quel personaggio come una "gloria nazionale" ed individua quali avversari i Francesi, dei quali Blasetti aveva «l'idea di battere su quella che è sempre stata la cosa più fastidiosa, la "suffisance"». Questo accade in un momento storico che già era di forte tensione tra Italia e Francia, paese che dava asilo a tanti antifascisti e che era in quel momento governata dal Fronte popolare, sino a diventare poi nel 1940 nazione nemica. Molti anni dopo, però, egli spiegherà il film in maniera diversa. «Non volevo fare una grossa esaltazione (ma) battere su questa necessità che c'era allora. e credo anche oggi, dell'unità tra gli italiani»
Oltre all'esaltazione dell'orgoglio nazionale, il Fieramosca assunse importanza anche sotto il profilo economico. Nel 1938, proprio quando il film uscì, era stata istituita una forte limitazione (il c.d. "monopolio") sull'importazione di pellicole straniere. Blasetti, quindi, «propone un film spettacolare che possa risarcire il pubblico italiano rimasto privo dei "colossal" stranieri più amati».
Con queste premesse, la sceneggiatura fu preparata con intenti di grandiosità. Del gruppo degli sceneggiatori fecero parte, oltre allo stesso Blasetti ed a Mazzetti, che poi sarà aiuto regista, Ludovici, reduce l'anno prima dall'esperienza, completamente diversa, del film realista La fossa degli angeli, e Novarese, che era in realtà uno dei costumisti: l'aspetto figurativo entra così nella preparazione del film come un elemento essenziale, basato su uno studio approfondito della pittura degli inizi del Cinquecento, in particolare delle opere di Carpaccio, del Giorgione, di Antoniazzo Romano. mentre per il costume di Giovanna di Morreale ci si ispirò al monumento funebre di Ilaria del Carretto scolpito da Jacopo della Quercia.

### Produzione
Ettore Fieramosca, fu prodotto dalla "Nembo Film", di Vincenzo Genesi e Attilio Fattori, una società che era stata appositamente costituita, nella quale si impegnò personalmente anche Blasetti, entrando nel Consiglio di Amministrazione, e che poi realizzerà solo tre altri film minori (l'ultimo nel 1960). Le riprese iniziarono nei primi giorni dell'aprile 1938 negli stabilimenti romani della "Titanus" alla Farnesina, che furono inaugurati, ancora in condizioni provvisorie, proprio in questa occasione.
Lo sforzo produttivo fu rilevante nelle scene "di massa" che richiesero un gran numero di comparse (furono utilizzati sino a 3.000 fanti e cavalieri, impiegando anche reparti forniti dall'Esercito) e negli allestimenti scenografici, con la costruzione "ex novo" del castello di Morreale nei teatri "Titanus". La complessità della lavorazione comportò una durata delle riprese superiore al previsto, tanto che, mentre a maggio il film veniva annunciato tra quelli che ad agosto sarebbero stati presenti a Venezia, ad ottobre erano ancora in lavorazione gli esterni in località Acquatraversa sulla via Appia.
Il consistente impegno finanziario fu assistito dal governo: Ettore Fieramosca fu uno degli 8 film a cui nel 1938 fu concesso un contributo finanziario pubblico (sotto forma di anticipazione), pari a circa un terzo del costo, cui seguì poi l'anno successivo un premio straordinario di un milione di lire che il Ministro della cultura popolare, Dino Alfieri, concesse al film «per il suo particolare valore etico ed artistico». Inoltre il film fu agevolato anche nella distribuzione, che fu affidata all'E.N.I.C., società pubblica.

### Interpreti
Anche nella scelta del cast, la produzione mise in campo un rilevante impegno, scritturando, accanto ai protagonisti Cervi e Cegani, una grande quantità di attori, alcuni dei quali agli esordi e poi destinati poi al successo, come Andrea Checchi, Arnoldo Foà ed il piccolo Tao Ferrari, poi Paolo Ferrari. Il Fieramosca fu anche il primo film importante per Clara Calamai ed una conferma per Osvaldo Valenti, che venne impiegato in un ruolo da "cattivo", una scelta che Blasetti confermerà anche nei suoi due successivi film in costume.

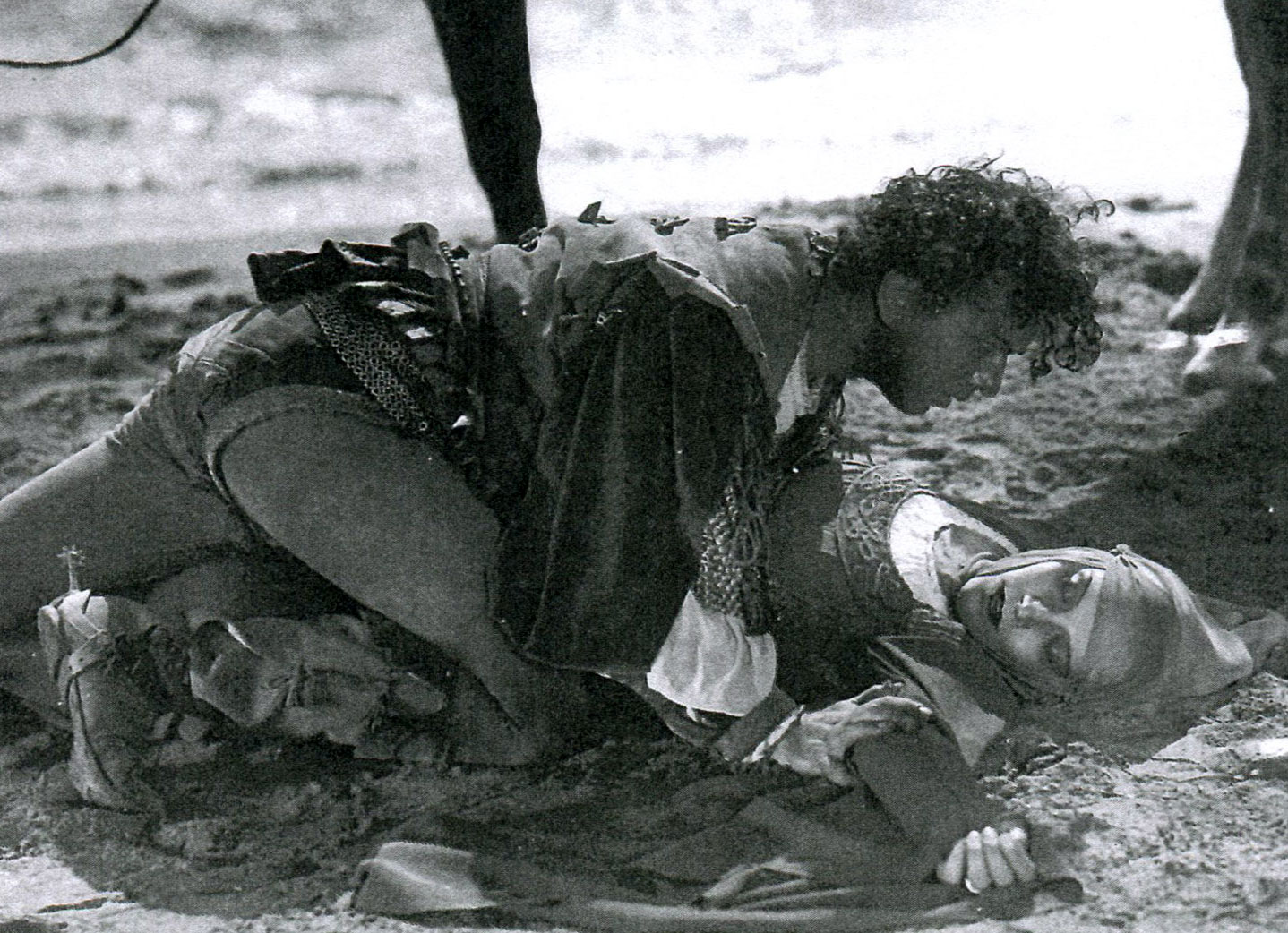
I due principali interpreti del film, Gino Cervi ed Elisa Cegani

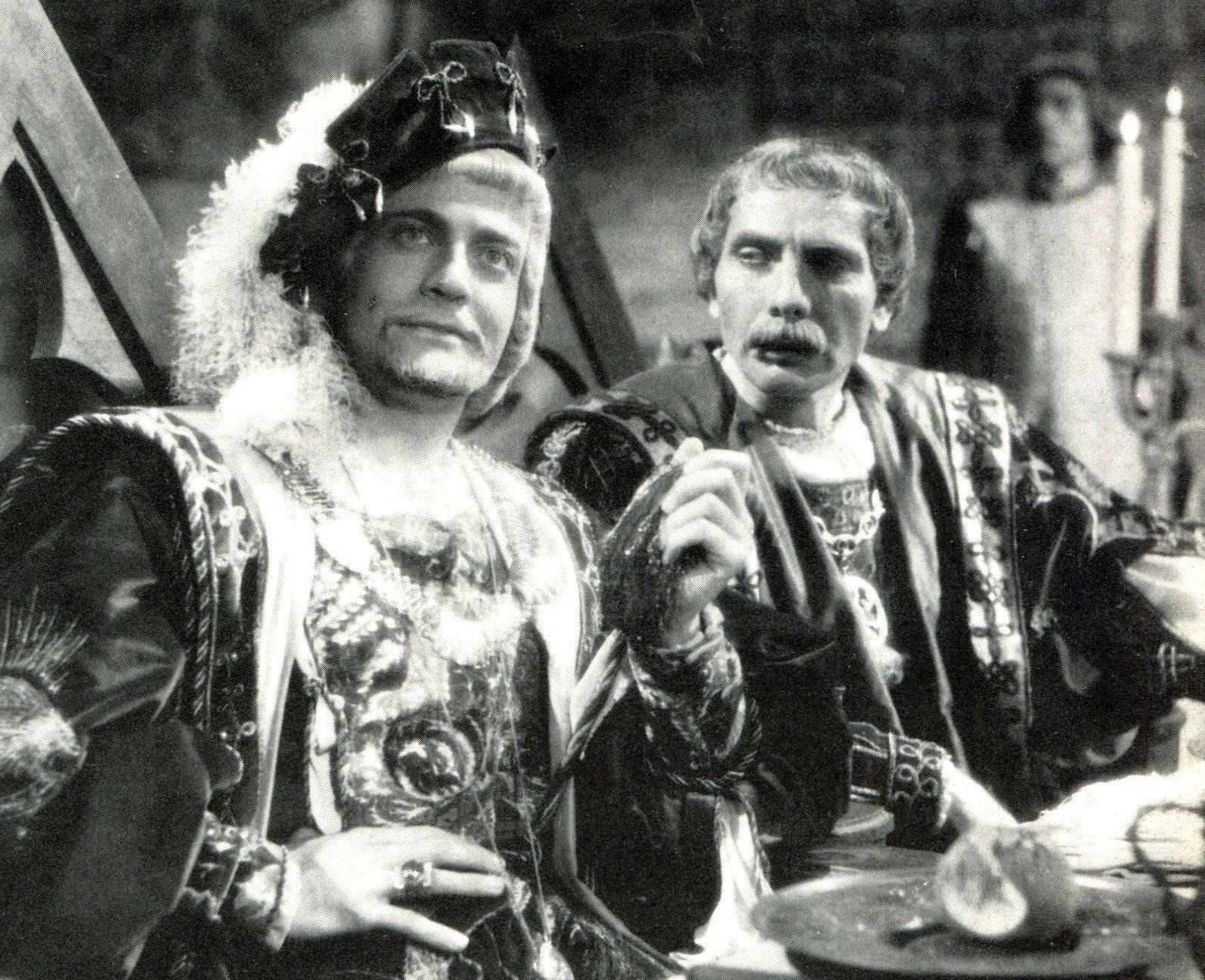
Osvaldo Valenti e Mario Ferrari sono il francese De La Motte e il traditore Graiano, i "cattivi" del film

### Altri apporti
Per la scenografia del film, elemento importante in una pellicola di grande valore figurativo, Blasetti scelse un quasi esordiente, Ottavio Scotti, che aveva da poco terminato gli studi presso il Centro Sperimentale di Cinematografia. Altro esordiente, almeno in Italia, fu Gábor Pogány, fotografo ungherese da poco trasferitosi a Roma, che sul set del Fieramosca fu aiuto operatore, senza essere accreditato. L'impegno produttivo richiese una suddivisione della costumistica: Novarese si occupò, come detto, di quelli maschili (più quelli di Giovanna di Morreale), mentre quelli femminili furono disegnati da Marina Arcangeli, che per i costumi delle danzatrici si ispirò, oltre ai pittori già individuati da Novarese, anche alla Nascita di Venere del Botticelli ed al Parnaso del Mantegna.
Il commento musicale fu affidato ad Alessandro Cicognini, che poi scriverà anche le musiche dei successivi film storici di Blasetti,. La colonna sonora fu suddivisa in diversi "temi", tra cui il "tema delle cortigiane", il "tema di Giovanna", e naturalmente il "tema di Fieramosca", il "tema della disfida", ma soprattutto il "tema della dignità italiana", che fu suonato da un'orchestra di ben 50 musicisti con un coro di 33 voci maschili. Nelle scene iniziali delle danzatrici succintamente velate (che scandalizzarono i commentatori cattolici) furono impiegate allieve del corpo di ballo dell'Opera di Roma, mentre in quelle dei duelli ebbe una parte, come controfigura di Valenti, il Generale Giovanni Minuzzi (1906 - 2004), Maestro d'Armi presso l'Accademia di Scherma del Foro Italico di Roma.

## Accoglienza
Terminate le riprese all'inizio del novembre 1938, il film di Blasetti uscì sugli schermi il 29 dicembre di quello stesso anno, dopo un montaggio laborioso dovuto alla gran quantità di pellicola girata. Nonostante i suoi dichiarati intenti di esaltazione dell'onore nazionale, si trovò al centro di un "caso" che coinvolse i maggiori critici cinematografici del tempo e che provocò l'intervento del Regime.

### Commenti contemporanei
All'apparire del film, la critica cinematografica si divise nel giudizio. Vi furono molti commenti favorevoli da quello de La Stampa («L'attesa e le speranze non sono andate deluse; tutto il film è un susseguirsi di quadri bellissimi» ) a quello di Film, secondo cui «Blasetti ha evocato e distribuito i fatti con ritmo ariostesco». Per La Tribuna «La pagina cinematografica della scena finale della sfida è degna di stare tra le più belle del cinema mondiale», mentre per la Gazzetta del popolo «il film rappresenta uno degli sforzi più notevoli ed interessanti che il cinematografo ci abbia dato». Il film fu apprezzato per motivi non solo artistici anche da Francesco Pasinetti: «A questo film va la nostra simpatia oltre che per il convincente risultato nella realizzazione di molte scene, per la posizione che può avere nel cinema italiano».
Ma, accanto a questi giudizi positivi, altri avanzarono riserve sul film. Tra questi vi fu Fabrizio Sarazani che accusò Blasetti di «aver voluto fare a modo suo, scegliendo di elaborare sceneggiatura e trama indipendente dal romanzo. Ha compiuto un atto di coraggio artistico che purtroppo non ha dato gli effetti sperati». Analoghe le riserve del Corriere della sera, secondo cui «soltanto le allusioni all'attualità scaldano l'episodio della disfida, che senza quelle sarebbe pomposo e grandioso, ma cinematograficamente freddo». Dubbi anche sul Messaggero: «dialogo borioso e non sempre ben registrato, personaggi poco intercomunicanti e cordiali; c'è nel film infinitamente più bravura che cuore, più esteriore sapienza tecnica che chiarezza del racconto».

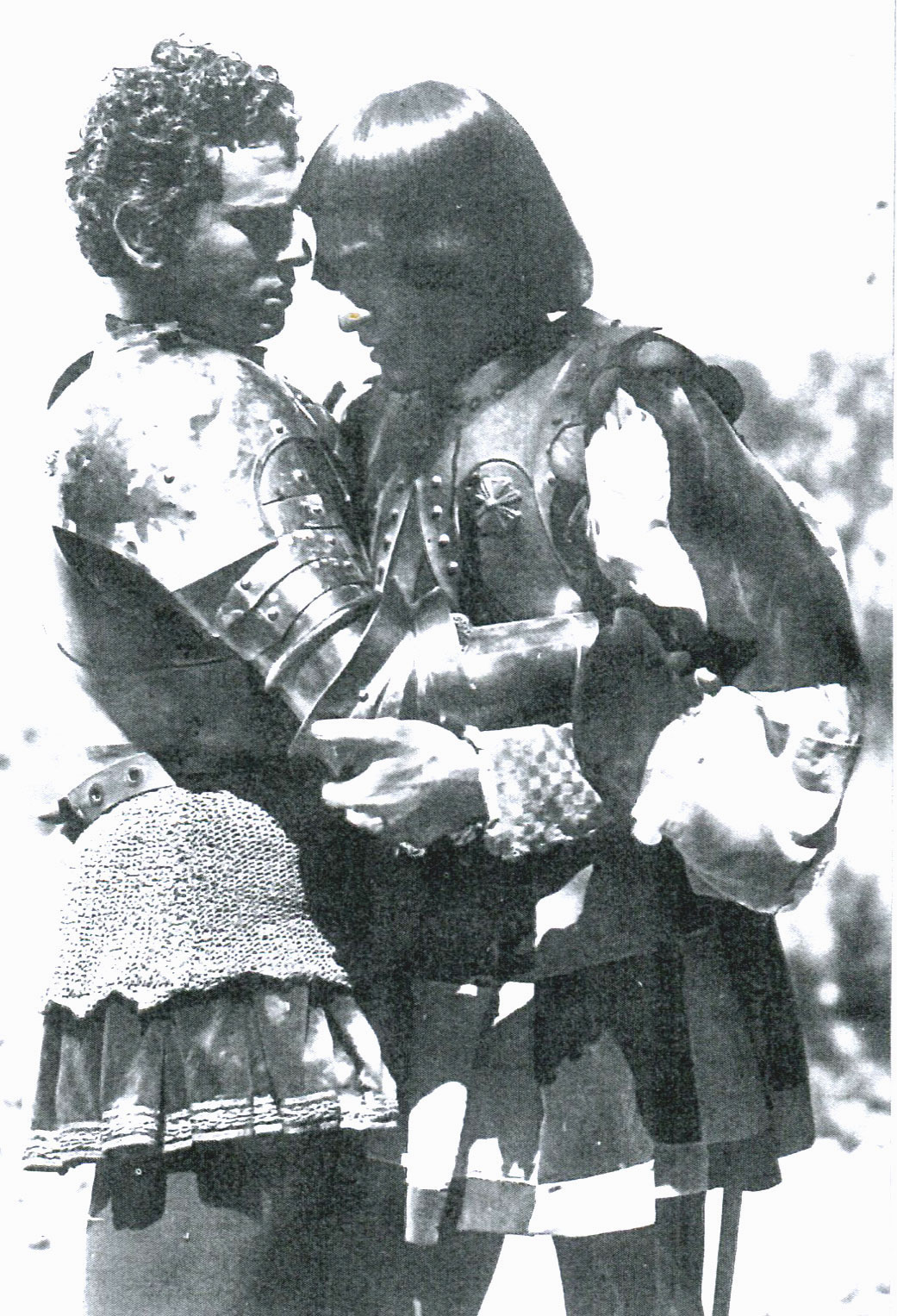
Gino Cervi e Andrea Checchi

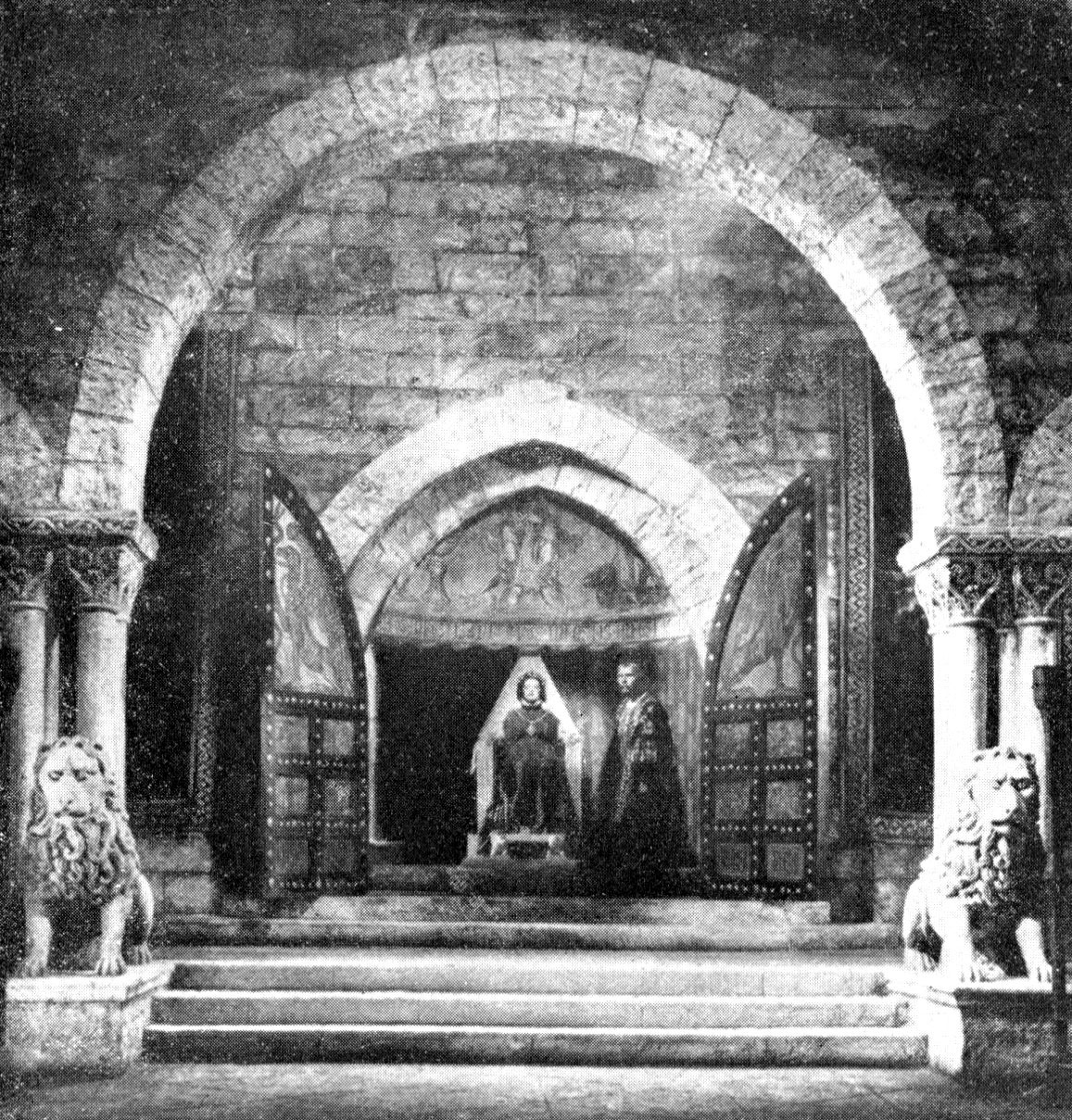
Una scenografia di Ottavio Scotti

### La reazione del Regime
Le pur caute riserve contenute in alcuni commenti provocarono una forte irritazione tra gli esponenti del governo che attribuivano al film di Blasetti la doppia valenza di esaltazione dell'orgoglio nazionale e dimostrazione delle ritrovate capacità produttive della cinematografia italiana, e quindi il mancato sostegno di una parte della critica fu una cocente delusione. La reazione non si fece attendere: poche settimane dopo l'uscita del film, intervenne Vittorio Mussolini in persona, che accusò la categoria dei critici cinematografici di «diffusa superficialità ed impreparazione», lamentando che «il Fieramosca, questo bellissimo film che onora la nostra industria, tartassato da certi critici, ha avuto un attimo che poteva nuocere ingiustamente al film».
Questo influente richiamo all'ordine, cui si unirono poi molti altri, fece temere ad alcuni di coloro che avevano espresso le riserve di essere licenziati dalle proprie testate. In difesa del film intervenne anche il futuro regista Luigi Comencini, sostenendo che esso «meritava invece di velate lodi, cioè stroncature, un consenso caldo, largo e generoso». Il settimanale Film scelse l'ironia promuovendo sulle sue pagine una "Disfida dei critici" in cui, confrontando le varie tesi, alla fine il Fieramosca venne "promosso", ma non senza un intervento di Corrado Pavolini, di lode all'impegno di Blasetti e di rimprovero ai critici non allineati.

### Risultato commerciale
Benché manchino dati ufficiali, diversi elementi indicano che il Fieramosca di Blasetti fu uno dei film italiani di maggior successo commerciale sul finire degli anni trenta. Avrebbe infatti incassato oltre 5.580.000 lire dell'epoca, risultando, in tale periodo, tra le prime 10 pellicole più viste (campione di incasso sarebbe stato all'epoca un altro film propagandistico, Luciano Serra pilota di Goffredo Alessandrini, con un intoito di oltre 7.700.000 lire). Lo straordinario riscontro di pubblico è testimoniato anche dalle sue eccezionali "tenute" nelle sale di prima visione a Milano ed a Roma, entrambe da oltre 2000 posti. Il successo economico del film costituì motivo di rivalsa verso quelle critiche tiepide che aveva ricevuto da parte di alcuni: «Fortunatamente - scrisse Vittorio Mussolini - è intervenuto il giudizio del popolo che ha affollato, nonostante i silenzi sapienti di certa critica, le sale di proiezione». Va ricordato che assieme al film venne distribuito il documentario Caccia alla volpe nella campagna romana, sempre di Blasetti, della durata di circa 10 minuti, che costituì il primo filmato a colori realizzato in Italia.

### Commenti successivi
Ettore Fieramosca, considerato da Blasetti «la pellicola che ho amato più di tutte», è stato variamente considerato nei commenti retrospettivi, scontando il fatto di essere stato realizzato dal regista nel momento del suo più intenso rapporto organico con il Regime. Per questo Savio lo considera un «film sbagliato, sovraccarico di oneri ideologici e come irrigidito dall'ambizione, sciogliendosi solo nel finale con l'indimenticabile scena della disfida», mentre Gori lo giudica «un film forte, ma narrativamente debole (per cui) il regista cercherà di porvi rimedio sia apponendo delle didascalie che rimaneggiando il film a più riprese, così dagli originali 105 minuti si arriva agli attuali 92». In tempi più recenti, il Mereghetti lo ritiene «una rivendicazione di onore nazionale in sintonia con la retorica di quegli anni. Rivisto oggi si fa ancora apprezzare non per l'ingenua occasione propagandistica, ma per le qualità di forte figuratività».